# Paju, Valgamaa
Paju är en by (estniska: küla) i Estland.   Den ligger i Tõlliste kommun i landskapet Valgamaa, i den södra delen av landet, 200 km söder om huvudstaden Tallinn. Paju ligger 59 meter över havet och antalet invånare är 120.

## Geografi
Terrängen runt Paju är platt, och sluttar österut. Runt Paju är det mycket glesbefolkat, med 5 invånare per kvadratkilometer. Närmaste större samhälle är Valga, 5,5 km sydväst om Paju. I omgivningarna runt Paju växer i huvudsak blandskog.

### Klimat
Inlandsklimat råder i trakten. Årsmedeltemperaturen i trakten är 3 °C. Den varmaste månaden är juli, då medeltemperaturen är 18 °C, och den kallaste är februari, med −10 °C.